# Kátai István
Kátai István (Sepsiszentgyörgy, 1975. március 10. –) szabadúszó színész, kulturális menedzser.

## Életútja
Kátai István 1975-ben született Erdélyben, ahol 1993-tól a sepsiszentgyörgyi Mikes Kelemen Elméleti Líceum tanulója volt. 1997-ben kapott színészdiplomát a Marosvásárhelyi Művészeti Egyetemen, ahol Farkas Ibolya és Kovács Levente osztályába járt. 2010-ben jelentkezett a Budapesti Modern Üzleti Tudományok Főiskolája kulturális menedzsment szakára.1997–2002 között a marosvásárhelyi Nemzeti Színház, 2001–2010 között a tatabányai Jászai Mari Színház virtuális társulatának, 2002–2009 között a Honvéd Kamaraszínház tagja, utóbbinak 2006-tól a művészeti vezetője is. 2013. április 1-től a Kolozsvári Állami Magyar Opera vendégművésze, rövid ideig tagja. Vendégként 2013-2017 között a Radnóti Színház , Budapesti Operett Színház, Budapesti Bábszínház , Komáromi Jókai Színház , Székesfehérvári Vörösmarty Színház, Miskolci Nemzeti Színház
2011 Muzsikus Rádió szerkesztő riporter 
2008 - 2011 A kulturpart.ro kulturális portál ügyvezetője és főszerkesztője  Archiválva 2018. február 6-i dátummal a Wayback Machine-ben
2008 -tól a Tranzit Art egyesület  alelnöke, 2011-től elnöke 
2014 - től a Gardon Bisztró kreatív séfje 

## Díjak, kitüntetések
- Honvédelemért-cím és díj, III. osztály (2008)[1]
- Művészi elismerés – Honvéd Együttes (2009)[1]

## Szerepei

### Színpadi szerepek
- Kálmán Imre – Julius Brammer – Alfred Grünwald: Marica grófnő (Miskolci Nemzeti Színház) – Tasziló gróf R. Szabó Máté
- Mihály Tamás – Horváth Péter: 56 csepp vér (Székesfehérvári Vörösmarty Színház) – Medve[3]
- Csikós Attila - Berkes Gábor - Valla Attila: Szent Márton – Krisztus katonája szimfonikus rockpassió (Szombathely) – Brennus, R. Bagó Bertalan  Archiválva 2018. január 14-i dátummal a Wayback Machine-ben
- William Shakespeare: A velencei kalmár (Komáromi Jókai Színház) – R. Szőcs Artúr[3]
- Bereményi Géza : Az arany ára (Komáromi Jókai Színház) – Indián, R. Bagó Bertalan [3]
- Huszka Jenő – Martos Ferenc: Lili bárónő (Komáromi Jókai Színház) – Illésházy László gróf R. Méhes László[3]
- Szomor György: Báthory Erzsébet (Kolozsvái Magyar Opera) – Musical – opera két felvonásban - Walter felügyelő, R. Bagó Bertalan,[3]
- Ábrahám Pál: Bál a Savoyban (Kolozsvái Magyar Opera) – Henry de Faublas márki
- Bertolt Brecht: Kaukázusi Krétakör (Tatabányai Jászai Mari Színház) – Vértes 2., Lavrenti, A kövér fiú – Tatabányai, R. Novák Eszter  Archiválva 2018. január 14-i dátummal a Wayback Machine-ben
- Bertolt Brecht: A szecsuáni jólélek (Tatabányai Jászai Mari Színház) – Isten/Férfi, R. Novák Eszter  Archiválva 2018. január 14-i dátummal a Wayback Machine-ben
- Federico García Lorca: Vérnász (Szkéné Színház) - Apa, R. Rusznyák Gábor
- Horváth Péter: Bevetés/Ilyen a Boksz (Tatabányai Jászai Mari Színház) – Indián, R. Telihay Péter  Archiválva 2018. január 14-i dátummal a Wayback Machine-ben
- Zerkovitz Béla – Szilágyi László: Csókos Asszony (Budapesti Operettszínház) – Dorozsmai, R. Bhöm György[1]
- Jávori Ferenc Fegya: Menyasszonytánc (Budapesti Operettszínház) - Bárány R. Béres Attila
- Shakespeare: Macbeth (Tűzraktér) – Lenox, R. Fésős András
- Lázár Ervin: Szegény Dzsoni és Árnika (Budapesti Bábszínház) - Apa, zongorista R. Lengyel Pál[1][3]
- Fénylik titka keresztfának (Egri Gárdonyi Géza Színház) - Krónikás
- Szörényi Levente – Bródy János: Kőműves Kelemen (Nemzeti Táncszínház) - Kelemen R. Novák Ferenc[1]
- Kárpáti Péter: Rumcájsz a rabló (Marczibányi Téri Művelődési Központ)- Rumcájsz R. Novák Eszter
- Gárdonyi Géza – Béres Attila – Várkonyi Mátyás: Egri csillagok (Művészetek Palotája) - Hegedűs R. Novák Ferenc[1][3]
- Rusznyák Gábor: Szíkölök (Szkéné színház) - Árpád, István, Akié R. Rusznyák Gábor[1][3]
- Kárpáti Péter– Vajda Mária: Mi a szerelem? R.Simon Balázs
- Molière - Peer Krisztián: A Ragaszkodók (Budapesti Kamaraszínház) Ottó R. Naszladi Éva
- Csak úgy... improvizációs játék (Szkéné Színház) R.Novák Eszter[1][3]
- Carlo Goldoni: A virgonc hölgyek (Tatabányai Jászai Mari Színház) - Leonardo R. Novák Eszter[1][3]
- William Shakespeare – Rusznyák Gábor: Bozgorok[1][3]
- Szörényi Levente – Bródy János: István, a király[1]
- Lázár Ervin: Szegény Dzsoni és Árnika (Budapesti Bábszínház) – Zongorista/apa, R. Lengyel Pál[1][3]
- Jávori Ferenc: Menyasszonytánc[1]
- Kárpáti Péter: Rumcájsz, a rabló[1][3]
- Plautus: Hetvenkedő katona (Teatro Capriccio) A katona, R. Józsa István[1]
- Weöres Sándor: Csalóka Péter Bíró, R. Vándorfy László[1]
- Kárpáti Péter – Vajda Mária: Mi a szerelem? (Honvéd Kamara Színház) R. Simon Balázs[1][3]
- Hubay Miklós–Vas István–Ránki György: Egy szerelem három éjszakája (Tatabányai Jászai Mari Színház) - Sándor, R. Harsányi Sulyom László[1][3]
- Ábrahám Pál – Harmath Imre – Szilágyi László – Kellér Dezső: 3 : 1 a szerelem javára (Marosvásárhelyi Nemzeti Színház) R.Novák Eszter
- Friedrich Dürrenmatt: Nagy Romulus (Marosvásárhelyi Nemzeti Színház) - Emilianus - R. Kincses Elemér[1]
- Frank Wedekind: A tavasz ébredése (Marosvásárhelyi Nemzeti Színház) Ernst R. Anca Bradu[1][3]
- William Shakespeare: Szentivánéji álom (Marosvásárhelyi Nemzeti Színház) Demetrius R. Novák Eszter[1][3] Archiválva 2018. február 12-i dátummal a Wayback Machine-ben
- Ezen egy éjszaka: Rejtő Jenő azonos című regénye, valamint bohózatai alapján) - Dobozi R. Nagy István
- Jean Girodeaux:Elektra (Marosvásárhelyi Nemzeti Színház) Eumenisz R.Anca Bradu[1]
- Kincses Elemér: Koporshow (Marosvásárhelyi Nemzeti Színház) - Shakespeare r. Kincses Elmér[1]
- Mi lesz holnap? Szilveszteri Zenés Játék (Marosvásárhelyi Nemzeti Színház) R. Kovács Levente
- Carlo Goldoni: Chioggiai csetepaté (Marosvásárhelyi Nemzeti Színház) Tittanane R.Novák Eszter[1]
- Molière: A fösvény (Marosvásárhelyi Nemzeti Színház) - Orvos R. Parászka Miklós
- Heltai Jenő – Szirmai Albert: Tündérlaki lányok (Marosvásárhelyi Nemzeti Színház) - Pázmány Sándor R. Kovács Levente[1]
- Más gömb nincs? Szilveszteri Zenés Játék (Marosvásárhelyi Nemzeti Színház) R. Kovács Levente
- Fjodor Mihajlovics Dosztojevszkij: Ördögök (Marosvásárhelyi Nemzeti Színház) – Sztavrogin[1]
- George Bernard Shaw - Loewe: My fair lady (Szentgyörgyi István Színművészeti Egyetem) – Higgins, R. Kovács Levente  Archiválva 2016. augusztus 8-i dátummal a Wayback Machine-ben
- Leo Birinski: Bolondok tánca (Marosvásárhelyi Nemzeti Színház) – Foma R. Kovács Levente 1995/1996

### Játékfilmek
- Herendi Gábor: Kincsem - Gróf Farkaslaky
- Munkaügyek - Ond lovag
- Horváth Edina: Másik Hajnalhttp
- Goda Krisztina: Szabadság szerelem
- Goda Krisztina: Csak szex és más semmi
- Tompa Gábor: Kínai védelem[1]

### Tévéfilmek
- Szőnyi G. Sándor: Erdélyi novellafüzér (1999)[1][3]
- A tavasz ébredése (2002)[1][3]

### Főbb rendezések, szervezett műsorok
- Gálakoncert a székelyföldi árvízkárosultak megsegítésére (2004, Sepsiszentgyörgy)[1]
- Honvédségi Emléknapok (2006-2007-2008, Budapest)[1]
- A Magyar Honvédség Napja (2007-2008-2009, Budapest)[1]
- Zerkovitz-Szilágyi: Csókos asszony (2007, Budapest Honvéd Színház)[1]
- Musical-gála (2007, Budapest)[1]
- A fenntarthatóságért... – előadás (2009, Brassó)[1]
- Kárpáti Szél (2009, Sepsiszentgyörgy)[1]
- Medve, mámor, muzsika (2009, Budapest)[1]
- Mindenki Karácsonya (2009, Sepsiszentgyörgy)[1]
- Emeld föl fejedet, büszke nép... (2010, Sepsiszentgyörgy)[1]
- A Szent György-napok népszerűsítése online felületeken (2011)[1]
- Félsziget-fesztivál (2011, Marosvásárhely)[1]